# Dagsavisen
Dagsavisen (norwegisch für „Tageszeitung“) ist eine Zeitung in Oslo, Norwegen.
Das Blatt wurde im Jahre 1884 unter dem Namen Vort Arbeide („Unsere Arbeit“) von den Sozialdemokraten gegründet und kam seit 1885 heraus. Seit 1923 erschien es unter der Bezeichnung Arbeiderbladet. Bis 1991 unterhielten Herausgeber und Redaktion enge Beziehungen mit der norwegischen sozialistischen Bewegung.
Unter dem aktuellen Namen Dagsavisen erscheint es seit 1997 und ist politisch neutral.